# مرقد الإمام الحسن البصري
مرقد الإمام الحسن البصري من المراقد الإسلامية القديمة الأثرية في العراق، والحسن البصري من التابعين وعلم من أعلام مدينة البصرة، وكان فقيهاً زاهداً، (21هـ/642م - 110هـ/728م) وهو إمام وعالم من علماء أهل السنة والجماعة ويكنى بـأبي سعيد، ولقد ولد قبل سنتين من نهاية خلافة عمر بن الخطاب في المدينة عام واحد وعشرين من الهجرة، وتوفي في مدينة البصرة.
والمرقد يحتوي على قبرهِ وكذلك قبر الإمام ابن سيرين وتعلو مبنى المرقد منارة مزخرفة بزخارف وعمارة إسلامية قديمة، وتتكون من ستة أقطار دائرية أوسعها القطر السفلي وأصغرها قطراً أعلاها، وعلى شمال المرقد قبتان أثريتان أحدهما أكبر من الأخرى وطُليت بمادة الجص وبجوار المرقد غرفة تحتوي على قبور عائلة آل النقيب، وكذلك قبر الإمام محمد بن سيرين الذي توفي بعد مائة يوم من وفاة الحسن البصري سنة 110 هـ، وفي المبنى غرفة مخزن ويقع قبر الحسن البصري داخل مبنى الضريح، حيث تم تعميره حديثاً وبني من حجر الرخام ويقع المرقد في قضاء الزبير في منطقة المقبرة المركزية بالمنطقة الصناعية بالبصرة.
ولقد بنيت القبة الأثرية المخروطية الشكل في عهد الخليفة العباسي الناصر لدين الله في عام 606 هجرية (1209أو 1210م).